# Wapen van Profondeville

Wapen van Profondeville

Het wapen van Profondeville is het gemeentelijke wapen van de Naamse gemeente Profondeville. Het wapen werd in 1991 toegekend en is sindsdien niet gewijzigd.

## Geschiedenis
Het wapen is afgeleid van dat van de oude gemeente Profondeville. Het wapen is gebaseerd op het wapen van de familie Harskamp, welke vanaf 1644 heren van Profondeville waren. Dit familiewapen werd in 1956 aan de oude gemeente Profondeville toegekend. Naar aanleiding van een gemeentelijke fusie in 1977 werd het nieuwe wapen (alleen het schild uit het oude wapen) op 18 december 1991 aan de fusiegemeente toegekend.
De vlag van Profondeville is gelijk aan het wapenschild. Het Nederlandse Harskamp voert een dorpswapen en -vlag die exact gelijk zijn aan dat van Profondeville.

## Blazoenering
De eerste blazoenering luidde als volgt:
D'argent à une croix dont le montant est de gueules, et la traverse d'azur. L'écu surmonté d'un heaume d'argent, grillé, colleté et liseré d'or, doublé et attaché de gueules, sommé d'une couronne à trois fleurons séparés par deux fleurons d'un module inférieur, aux lambrequins à dextre d'argent et de gueules, à senestre d'argent et d'azur. Cimier: un vol de gueules et d'azur. Supports: deux lévriers au naturel, colletés de gueules, bordés et bouclés d'or, tenant chacun une bannière aux armes de l'écu.

Van zilver een kruis waarvan de staander van keel is en de ligger van azuur. Het schild getopt door een zilveren helm, getralied, gekraagd en gerand van goud, gevoerd en gehecht van keel, getopt met een kroon van drie fleurons waartussen twee kleinere fleurons, de dekkleden rechts van zilver en keel, links van zilver en azuur. Helmteken: een vlucht van keel en azuur. Schildhouders: twee windhonden van natuurlijke kleur, gehalsband van keel, gerand en geringd van goud, elk met een banier van het wapenschild.
Het wapen bestaat uit een zilveren schild met daarop een kruis, bestaande uit een rode staande arm en een blauwe liggende arm. Op het schild staat een ridderhelm met gouden tralies, kraag en rand. De voering is rood van kleur. Op de helm ligt een dekkleed van aan de heraldisch rechter kant is deze zilver en rood en aan de linkerkant zilver en blauw. Op het dekkleed staat een gouden kroon en uit de kroon komen twee vleugels. Net als bij het dekkleed is de rechter rood van kleur en de linker blauw.
Aan weerszijden van het schild staat een windhond van natuurlijke kleur (bruin) met in de voorpoten een banier waarop het kruis van het wapenschild staat afgebeeld. De beide honden hebben een rode halsband met gouden rand en een gouden lus.

De blazoenering van het tweede wapen luidt als volgt:
D'argent à une croix dont le montant est de gueules et la traverse d'azur.

Van zilver een kruis waarvan de staander van keel is en de ligger van azuur.
De heraldische kleuren zijn zilver (wit), keel (rood) en azuur (blauw). Het wapen heeft geen externe elementen zoals schildhouders en een kroon meer.